# Michael Ghiselin
Michael Tenant Ghiselin (* 13. Mai 1939 Salt Lake City; † 14. Juni 2024) war ein US-amerikanischer Evolutionsbiologe, der einflussreiche Arbeiten zu Nacktkiemern und theoretischer Biologie verfasste.

## Leben
Ghiselin erhielt seinen Ph.D. 1965 an der Stanford University und wurde dann Postdoctoral Fellow an der Harvard University (1964–1965) sowie dem Marine Biological Laboratory (1965–1967). Seine Dissertation trug den Titel Reproductive function and the evolution of opisthobranch gastropods. 1967 wurde er Assistenz-Professor für Zoologie an der University of California, Berkeley und war 1978/79 Guggenheim-Fellow, bevor er von 1980 bis 1983 eine Forschungsprofessur für Biologie an der University of Utah innehatte. Seit 1983 war er Senior Research Fellow an der California Academy of Sciences und war MacArthur Prize Fellow von 1981 bis 1986.

## Werk
Ghiselin wurde für seine Arbeiten zu chemischen Abwehrstoffen in Hinterkiemerschnecken bekannt. Nach ihm wurden eine Spezies (Hypselodoris ghiselini) sowie eine Chemikalie, die von dieser Spezies wohl zu Verteidigungszwecken eingesetzt wird (ghiselinin), benannt.
Der Evolutionsbiologe arbeitete zudem zur Geschichte und der Philosophie der Biologie. Die historischen Arbeiten befassen sich vor allem mit Charles Darwin, in dem Kontext er 1973 den Begriff evolutionäre Psychologie einführte, und vergleichender Zoologie. Im Bezug auf die Philosophie der Biologie ist ein Vorschlag von ihm zur Veränderung des Klassifikationskonzepts einschlägig. Ghiselin schlug 1974 vor, das abstrakte und statische mathematische Klassenkonzept durch ein Konzept zu ersetzen, in dem Arten als Individuen aufzufassen sind, die (im Unterschied zu Klassen) in Raum und Zeit Veränderungen unterworfen sind. Diese seien ostensiv zu definieren.
Der Wissenschaftler befasste sich zudem mit dem Verhältnis von Biologie und Wirtschaftswissenschaften (Bioökonomie). Ghiselin war Vize-Präsident der International Society for Bioeconomics und Co-Editor des Journal of Bioeconomics.

## Werke (Auswahl)
- Morphological and behavioral concealing adaptations of Lamellaria stearnsii, a marine prosobranch gastropod. In: The Veliger. Band 6, Nr. 3, 1964, S. 123–124.
- The Triumph of the Darwinian Method. University of California Press, Berkeley, 1969.
- The Economy of Nature and the Evolution of Sex. University of California Press, Berkeley, 1974.
- Intellectual Compromise: The Bottom Line. Paragon House, New York, 1989.
- Metaphysics and the Origin of Species. State University of New York Press, Albany, 1997.

## Belege
1. ↑  In memory of the biologist, philosopher and historian of science Michael T. Ghiselin (1939-2024). In: Stazione Zoologica Anton Dohrn. Abgerufen am 27. Oktober 2024 (englisch).
2. ↑  Michael Ghiselin: „Darwin and evolutionary psychology“, in: Science, 1973.

| Personendaten    | Personendaten                                                   |
| ---------------- | --------------------------------------------------------------- |
| NAME             | Ghiselin, Michael                                               |
| ALTERNATIVNAMEN  | Ghiselin, Michael T.; Ghiselin, Michael Tenant                  |
| KURZBESCHREIBUNG | US-amerikanischer Biologe, Bioökonom und Philosoph der Biologie |
| GEBURTSDATUM     | 13. Mai 1939                                                    |
| GEBURTSORT       | Salt Lake City                                                  |
| STERBEDATUM      | 14. Juni 2024                                                   |